# 荆紫关镇
荆紫关镇，是河南省淅川县下辖的一个镇，位于淅川县西北76公里的丹江右岸西部边陲，全镇总面积164平方公里。该地位于豫、陕、鄂交界处，素有"鸡鸣三省荆紫关"之称。荆紫关镇有2000多年的历史，是中国历史文化名镇。荆紫关镇形成于唐代，兴盛于明清时期，自古乃兵家必争之地，成语“朝秦暮楚”便源自荆紫关镇，因为春秋战国时期的秦国和楚国交战频繁，这个地方白天属于秦国，晚上被楚国夺取，第二天可能又会易手。再加上这里地势险要，古代又被称为“豫之屏障”。

## 镇名由来
有两种说法：
第一种：公元前304年，此地属于楚国管辖，楚王派太子荆来镇守此地，于是此地就取名叫“荆子口”，后演变被荆紫关。
第二种：西汉时，该地丹江河上有座木结构桥梁，人称此地“草桥关”；南宋时，因该地荆花遍野，荆籽遍地，改称“荆籽关”。明代为荆籽关口，清代为荆子关，民国初改稱荆紫关，以荊花為紫色象徵吉祥之意。
在荆紫关镇的月亮湾，有一个两山对峙的关口。关口外，是八百里秦川，关口内，是开阔的中原。古时，咆哮的丹江与狭窄的古道在这里共同构筑起一个“一夫当关，万夫莫开”的隘口。这个隘口，就是荆紫关之“关”的来历。

## 地理概况
荆紫关镇地处秦岭余脉地带，镇东北有猴山（海拔约943.8米）和古铜山（海拔约796.5米），属深山区，山地占全镇面积约50%。地势自西北向东南倾斜，丹江自西北向东南贯穿该镇，河水冲积形成河谷了小平原，丘陵和平原各占约25%。

## 历史

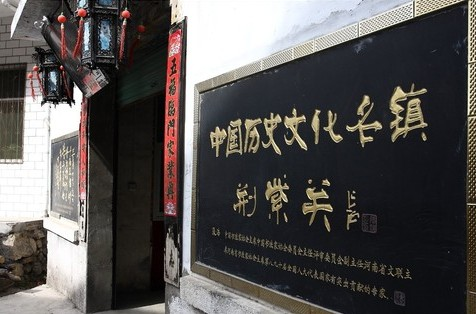
中国历史文化名镇

西周时绵延八百里的丹江沿岸的六个古城中，荆紫关有两个。一个是位于荆紫关高中校址的永安城，一个是位于吴村和麻坑村的定阳城，也就是后来传说中“包公坐定阳”的地方。
春秋后期至战国前期，荆紫关属楚国三户邑，战国后期是秦国所属的商（今陕西商县东南）、于（今河南内乡县东）之地。秦朝至晋朝，该地属丹水县。
唐朝时期，荆紫关镇曾属内乡县，公元684年，武则天巡视途中路过荆紫关，在距荆紫关不远，现在留有武则天歇息梳头的历史遗址一梳洗楼，安史之乱后，因藩镇割据，阻断了淮河和汴河的漕运，当时的唐朝政府只得通过丹江航运来转运江淮至关中地区的货物，丹江航运逐渐繁荣起来，位于丹江流域的荆紫关镇在此基础上发展成为了著名的商业古镇。宋朝时期，荆紫关镇属淅川县。
元朝又复属内乡县。明朝至清代道光十二年（1832年），属淅川厅荆子里。明清时期的荆紫关镇“康街数里，巨室千家，码头上百艇接桅，千蹄接踵”，周边七省的商贾云集于此，并形成三大公司、八大帮会、十三家骡马店、二十四家大商会的繁荣景象。
民国初年为西二区，民国二十年（1931年）夏季，丹江洪水暴涨，一夜之间荆紫关集市变为白沙之洲，除洪水冲淹外，大量毁林开荒，使丹江河岸严重坍陷，致使河床淤塞，航道不通，荆紫关镇随之百业凋零。民国二十一年（1932年）属河南省第六行政督察公署管辖，民国三十六年（1947年）改为乡。
1948年，荆紫关被中国共产党占领，行政建制为第六区；1956年撤区改乡，1957年又改乡置区；1983年12月再改乡，1986年6月改为镇建制。近代随着丹江航运的萧条，荆紫关也随之没落。

## 行政区划
荆紫关镇下辖以下地区：
中街村、南街村、北街村、汉王坪村、狮子沟村、上庄村、三岔村、上梅池村、陡岭村、菩萨堂村、大扒村、新石门村、双河村、李营村、穆营村、娘娘庙村、码头村、魏村、店子村、史家村、药王庙村、小寺沟村、张村、龙泉观村、孙家湾村、金家沟村、西头村、全庄村、麻坎村、冯营村、山根村、张巷村、程家洼村、庙岭村、沙渠河村、吴家沟村和石槽沟村。

## 交通
古代的荆紫关镇是西接秦川，南通鄂渚的交通要塞。丹江航运与汉江、长江航运连为一体，汉江和长江流域的大部分物资运往古都长安和西北地区都要通过丹江，荆紫关是中国南部与西北地区的货物中转站。
如今，从周边城市到达荆紫关镇的路径，陕西西安到荆紫关可经陕西商南直达；从湖北武汉到荆紫关可走福银高速，在湖北省十堰市郧县出口下，经209国道到荆紫关；从河南郑州市到荆紫关可走二广高速，在南阳出口下，经过淅川县城即到。

## 名胜古迹
荆紫关古关门，位于荆紫关镇南街最南端。关门是砖石结构，跨街而立，高7米，宽6米，进深1米，中间是拱门，顶部有砖砌斗拱，门楣上书"荆紫关"三字，据碑文记载，现存的关门建于1914年，因门楼的装饰图案与其他关门不同，因此又被称为“花城门”。进入关门，便是荆紫关古代建筑群。

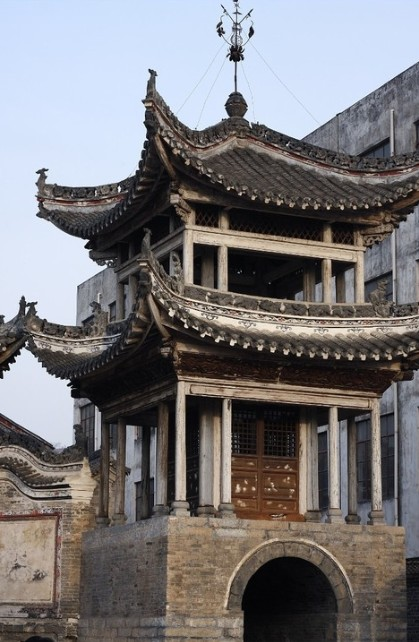
古建筑

荆紫关清代一条街，是保存较为完好的一条明清时期的古建筑群，呈南北走向，长约2.5公里，地面系青石铺砌，两侧700余间板门店铺，翘檐雕饰，店门由木板嵌成，昼抽夜闭，房屋多是进出几层院落，两边厢房对称，均有一堵两米长的封火硬山，高低错落，相互重叠，使街道显得古朴灵秀，曲型多姿。
淅川法海寺，位于荆紫关镇东北部猴山西南麓，始建于唐代仪凤二年（677年），据寺内尚存的8通石碑记载："上法海下香岩，胜景双山寺"。碑文说明了法海寺和位于仓房镇的香严寺曾经是淅川主要的佛教圣地。
平浪宫，位于荆紫关镇南街东侧面。始建于清代。荆紫关进入繁盛时期后，船商们组建船帮会，取"风平浪静"之意，筹建了平浪宫，平浪宫是船工娱乐、集会之地。
山陕会馆，是荆紫关镇最大的建筑群，建造于清代道光年间，是山西和陕西两省商人集资建造，面积4000平方米。坐东向西，面临丹江。现存建筑6座，房屋29间，皆在中轴线上。
玉皇宫，又名禹王宫。属清代建筑，位于荆紫关古街道东侧，座东面西，面江而建，是专门为治水有功的禹王所建造的，现存建筑分前宫、中宫、后宫三大部分。
万寿宫，又名江西馆。属于清代硬山式建筑，该宫为江西商人集资而建，座落在街道东侧，面朝丹江，现存宫室12间，占地900平方米。分前宫、后宫和耳房。

## 荆紫关“飞地”
在湖北省境内有一个被荆紫关镇管辖的石槽沟自然村，湖北境内的土地却被河南管辖，因此该村有“飞地”之称，该村总面积约1400亩，东西南三面被山环绕。
据说，龙头山下洪门寺住着一帮武艺高强胡作非为的和尚，严重扰乱百姓的生活。当时这里属于湖北郧县管辖，百姓屡向郧县衙门汇报，要求铲除这帮和尚，但郧县衙门离这里有90公里之遥，待部队赶到，和尚们早已逃跑，待部队撤退，和尚们又回来继续作恶。于是，府中大臣将管辖权交给河南，驻军于荆紫关镇的部队迅速行动，趁和尚们不备将他们一网打尽，并扒掉了洪门寺，居民从此安居乐业。湖北方面为答谢河南方面的帮助，把洪门寺一带转让给了荆紫关镇管辖。

## 特色小吃
贡米，产于荆紫关镇魏村，据传在明、清时期，当地官府每年必须向皇上呈送，故得名。
脚踏肉，原为湖北赵川一带储藏肉的方法，因肉内部分油质被土吸去，食之香而不腻。
粉蒸肉，也叫苜蓿蒸肉，是荆紫关的一道特色菜，已流传数百年。
石子烙馍，制作时，先在平底锅里放上光滑的石子，反复翻炒，然后把擀好的发面饼放在石子内蒸熟。烙熟后馍面布满小坑，外焦里软，酥香可口。

## 古镇荣誉
1996年，被河南省命名为“中州名镇”，2000年4月又跻身于“河南省重点镇”。
2004年2月，被中国国家发改委、建设部、国土资源部、民政部、科技部、农业部六部委确定为全国重点镇。
2005年11月被中国国家文物总局、建设部评定为“全国历史文化名镇”。
2010年，荆紫关镇获全国特色景观旅游名镇称号。

## 图集
- 荆紫关镇关门
- 平浪宫
- 平浪宫建筑
- 禹王宫

- 山陕会馆
- 高跷屋檐
- 民居
- 春秋阁